# 포산고등학교
포산고등학교(包山高等學校)는 대한민국 대구광역시 달성군 현풍읍 중리에 있는 공립 고등학교이다.

## 학교 연혁
- 1960년 4월 8일 : 입학식 거행 (162명), 개교기념일
- 1960년 4월 9일 : 현풍고등학교 2개 교실 차용 수업
- 1960년 5월 11일 : 초대 곽수룡 교장 취임
- 1967년 12월 29일 : 현풍여자고등학교 설립 인가
- 1968년 3월 4일 : 현풍여자고등학교 개교, 입학식
- 1971년 1월 21일 : 졸업식 거행(제1회 36명, 계 36명)
- 1985년 3월 4일 : 산업체 특별학급(101명)
- 2000년 2월 28일 : 산업체 특별학급 폐지
- 2001년 11월 5일 : 포산고등학교로 학칙변경 인가(학운81412-974)
- 2002년 6월 28일 : 별관 3개실 증축, 신관 3층 신축, 합숙소 1동 증축
- 2002년 6월 30일 : 신관 증축 완공
- 2008년 8월 26일 : 교육과학기술부 선정 기숙형 공립고
- 2009년 3월 5일 : 기숙사(포산학사) 준공
- 2009년 3월 16일 : 인조잔디 우레탄 운동장 개장식
- 2010년 6월 28일 : 체육관(강당) 개관 및 포산 20년 사료집 발간
- 2010년 12월 18일 : 기숙사 5층 증축
- 2012년 8월 22일 : 교육과학기술부 지정 자율형 공립고 선정
- 2019년 9월 1일 : 제20대 이한곤 교장 취임
- 2021년 3월 2일 : 제54회 입학식(6학급 144명)
- 2022년 1월 27일 : 제52회 졸업식(99명, 누적 6,356명)

## 참고 자료
- 포산고등학교 - 한국교육학술정보원 학교알리미